# りりあ01
『りりあ01』（りりあゼロワン）は、緒々田みの虫による日本の漫画作品。同作者のそれ以前の読み切り作品『My・どーる』シリーズのリメイクにあたる。本項で両作品について解説する。

## 概要
平凡な大学生、岡野の元に送り届けられた大きな荷物。その中にいたのは単三電池2本で動作する、人工知能搭載・エッチ機能付き等身大メイドロボ「りりあ」だった。『My・どーる』（以下、読み切り版）ではそんな2人の甘くも悩ましい生活が、『りりあ01』（以下、連載版）ではさらに人間の女の子を交えた三角関係が描かれ、エッチなご奉仕ラブコメが展開される。当時の『鋼鉄天使くるみ』や、後の『ユリア100式』に類似したコンセプトの青年漫画作品であり、成人マークは無いが性的な内容から成人向け漫画として扱われることもある。

## りりあ01
竹書房刊行の漫画雑誌『Namaikiッ!』に連載されていた漫画作品。コミックス全2巻（計20話）。読み切り版『My・どーる』と比べて三角関係を中心としたラブコメの展開に重点が置かれ、エッチそのものよりもエッチすれすれの展開が多くなっている。

### 登場人物
岡野 広樹（おかの ひろき）
主人公となる普通の大学生の青年。19歳で、さえない眼鏡をかけている。同じ大学に通うヒロインの瑞香に気があるのだが、一歩を踏み出せずにいた。妄想癖があり、妄想内でヒロインとの寸止めエッチを展開することもしばしば。りりあのご奉仕（誘惑？）などに対しては自制する様子は見せるものの、多くの場合は結局あらがえなくなってしまうという「普通の青年」である。
おしかけメイドとなったりりあの応援とご奉仕により、瑞香相手のデートとりりあ相手の「シミュレーション」を繰り返すようになる。そして両者に対する「行為」を交互にエスカレートさせていき、やがて瑞香と結ばれる。しかしりりあの存在に広樹の心はなお揺れ動く。
りりあ
本名（型番）R-I01A。広樹が父親から開発中の二足歩行ロボットのモニターを頼まれ、広樹の元へ届けられたメイドロボ。「りりあ」の名は型番から広樹が名付けたもの。正式発表前の企業秘密ということもあり、正体を隠すために表向きは広樹のいとことして岡野姓を名乗ることもある。
キスをすることでユーザー登録が完了し、本格起動する。登録した主に対してはどんな言うことにも従う一方で、それ以外の者に対するセキュリティ（貞操）には厳しい。
動力は単三乾電池2本で、左手首に電池ボックスがある。電池が切れると身体が動かなくなるが、内蔵電源により会話は可能。左手の甲にテンキーのようなモザイク紋様を浮かべてボタン操作することがあり、電撃による痴漢撃退などの機能を備える。またFAXモデム（というより音響カプラ）やボイスレコーダーを内蔵し、左手首のブレスレットのようなものは外付けDVDドライブを接続するアダプタになっている。それらから新たなデータも追加できる学習型ロボットである。しかし普段はロボットらしさはどこにも無く、どこからどう見ても人間の女の子という日本の技術の結晶。ロボットにもかかわらず猫アレルギー様の症状を患う。
髪型はツインテールで目は大きく若干タレ目。柔順で尽くす性格であり、明るく素直で無垢。純粋に広樹に喜んでもらうことだけを考えている。料理上手で医療の心得があり、家事全般をこなす。特にエッチな「ご奉仕」も本来の機能の1つであり、悪気は無いのだが、エッチすれすれ（そのもの？）のご奉仕で広樹をサポートしようとする。
広樹のために瑞香との仲を取り持とうとするが、やがて本来あるはずのない羞恥心や嫉妬のような感情が芽生え、人間ではない自分自身に苦悩するようになる。その結果ドジっ娘になるなどの異常を見せはじめる。時には性格にも異常をきたし、瑞香を出し抜こうとしたり広樹に強引に迫ったりすることもあった。性格が変わる際には頭頂付近にある小さなアホ毛がぴくりと動く。
北原 瑞香（きたはら みずか）
広樹と同じ大学に通うロングヘアのヒロイン。テニスサークル所属。両親は共働きで昼間は家にいない。りりあのデータによれば神奈川県出身で7月3日生まれのA型。またB87/W58/H86と発育は良い。
広樹にはただならぬ想いを秘めている様子だが、大人しくて控えめな性格のため、広樹同様一歩を踏み出すことができない純情な娘。特に初期のりりあの行動は裏目に出ることが多く、瑞香は広樹とりりあの絡みに出くわしたり広樹に着替えを見られたりで、その想いとは裏腹に広樹には平手をお見舞いすることが多かった。しかしりりあの努力もあり、広樹との距離は少しずつ縮まる。
広樹と結ばれてからは性格の変わりはじめたりりあからエッチの指導を受け、たどたどしくも広樹に積極的に迫ることもあった。
岡野主任
広樹の父でりりあの開発主。神田重工関東地区開発研究所第一開発室の主任であり、下の名前は未登場。白衣着用で眼鏡をかけ、口髭を生やしている。
りりあが猫アレルギーになったときや理解できない感情を持つようになったときなどには、その都度りりあを（当然ながら脱がせて）点検し、悩み多きりりあの良き相談相手になっている。広樹に対してはりりあを使ってからかうなどの行動が見られ、キスで起動するというセキュリティ機能も自分の趣味だと発言している。しかしそのセキュリティに自身も引っ掛かり、りりあを自由に点検できないという間抜けな面も見せた（後に管理者コードを入力することにより解決）。
その他の人物
基本的に上記4人だけで話が展開される。他にりりあを届けた配達員や、17話では2人組のチンピラが絡むシーンがあるが、それ以外のサブキャラクターはほとんど登場しないか登場しても扱いがきわめて小さい。瑞香の家族は台詞のみの登場だったほか、台詞のあるモブキャラクターも数えるほどしか登場しなかった。

### りりあ02
三角関係の結末はえてして暗い影を落とす話になりがちなので、作者が苦肉の策で導入したマルチエンディングと称する数ページほどのエピローグ。これにより作品本来の明るくおバカな雰囲気を取り戻している。

## My・どーる
竹書房刊行の漫画雑誌『Namaikiッ!』に掲載された読み切りの漫画作品。および、続編である『My・どーるS（ず）』、『My・どーる3（スリー）』を含めた計3作のシリーズ。同作者の短編集『天使の憂鬱』に収録。

### りりあ01との相違点
キャラクターの容姿や基本的な設定は共通点が多く、連載版とは一見してほぼ同作品であるが、瑞香は登場せず主要人物は直樹とりりあだけである。また読み切り漫画のため「本番」に至るまでの経緯が早く、よりH漫画に近い。コミックスは成人マークこそ無いものの、Amazonなどいくつかのショップでは『りりあ01』と違ってこちらのみアダルト商品扱いになっている。その他、以下のような細かい設定の差異がある。
岡野
大学生のほうの岡野は直樹（なおき）という名で連載版とは下の名前が異なるが、容姿も性格もほぼ同一人物。（瑞香が登場しないため）りりあより可愛い娘が大学で見付からず、人間ではないりりあに惹かれていく自身に苦悩するようになる。
また後述の新型りりあを含む両りりあの製作者については特に語られていない。
りりあ
命名の経緯が異なる。読み切り版りりあはもともと架空の劇中作品『りりあ&ビースト』のキャラクターフィギュアである。直樹はその懸賞の特賞に当選し、人工知能を搭載した等身大の体験版特別バージョンのモニター権を手に入れたという運び。すなわちりりあは試作機というよりは限定生産品のような扱い。りりあの型番は特に出てこないが、バージョンは1.01aとなっている。
最初に手で頬を触れればりりあは起動し、ユーザー登録が完了する。すなわちキスする必要はない。また電池が切れると会話も不能になり完全停止するが、そうなる前に電池残量の音声ガイダンスが流れる。ブレスレットも無く、左手首に直接DVDケーブルを接続する。アラレちゃんのように頭部を外すこともできるが、連載版では見られなかった。
新型りりあ
『My・どーるS』から登場の、りりあの同型機。連載版には登場しない。会社側のミスによる懸賞の重複当選として、片方を返品する必要に迫られる。上記の初期出荷版りりあと違って最新バージョンであり、動力が充電式となっている。また性格が変更可能で、さまざまなりりあ（とのエッチ）が体験できるとされる。初期型りりあとはコスチューム・髪飾り・髪のトーンといったディテールが微妙に異なるほか、若干冷めた顔つきをしている。しかし性格変更機能によって顔はりりあとほぼ区別が付かなくなる。

### りりあ&ビースト
前述の設定上、作中にその名が一言出ただけの架空の作品。元ネタは同作者がイラストを担当していた秋吉かおる原作のヤングアダルト小説『リナ&ビースト』。こちらも年齢制限は無いがそれなりにエッチな小説である。なお連載版では広樹が「RINA」のロゴ入りシャツを着ている場面も見られた。

## 書誌情報
いずれも竹書房BAMBOO COMICS NS（NAMAIKI SELECT）より刊行していた。
- 『天使の憂鬱』 2000年11月7日 初版発行 ISBN 978-4812454350
- 『りりあ01（1）』 2002年1月7日 初版発行 ISBN 978-4812456286
- 『りりあ01（2）』 2003年4月16日 初版発行 ISBN 978-4812457504